# Geolyces contracta
Geolyces contracta là một loài bướm đêm trong họ Geometridae.